# Chiridiella trihamata
Chiridiella trihamata är en kräftdjursart som beskrevs av Deevey 1974. Chiridiella trihamata ingår i släktet Chiridiella och familjen Aetideidae. Inga underarter finns listade i Catalogue of Life.